# وينديل بيل
وينديل بيل (8 أبريل 1910 بسيدني في أستراليا - 10 مايو 1988) (بالإنجليزية: Wendell Bill)‏ هو لاعب كريكت أسترالي.

## وصلات خارجية
- وينديل بيل على موقع إي آس بي آن كريك إنفو (الإنجليزية)